# Biologie évolutive du développement
La biologie évolutive du développement souvent nommée évo-dévo (en anglais evo-devo pour Evolutionary Developmental Biology) est un champ disciplinaire en biologie de l'évolution qui a pour objectif de comprendre l'origine de la complexité morphologique des organismes (plantes ou animaux) à travers l'étude comparée des gènes qui régulent leur développement. À l'intersection de la génomique, de la phylogénie moléculaire, de l'embryologie comparée, de la paléontologie et de la génétique du développement, l'évo-dévo est l'un des courants les plus dynamiques en biologie de l'évolution au début du XXIe siècle.
Cette discipline consiste à retracer l’évolution du développement des organismes. Elle permet de comparer les processus développementaux des espèces et d’observer les liens phylogénétiques mis en place entre elles. En étudiant l’origine et l’évolution du développement embryonnaire, elle permet de comprendre comment les changements dans les processus développementaux rendent possibles l'apparition de nouveaux caractères ou de nouvelles structures à partir de gènes déjà existants. L'évo-dévo montre donc comment l’évolution peut altérer certains mécanismes biologiques et ainsi créer des nouveautés chez les espèces. De plus, l'homoplasie et l’homologie sont deux concepts importants qui permettent de retracer les liens entre les espèces en comparant l’apparition et la disparition de certains caractères chez leurs ancêtres communs.
La biologie évolutive du développement permet aussi de comprendre le rôle de la plasticité, c’est-à-dire l’influence qu'a l'environnement sur ces changements.
Grâce à l'étude de l'évo-dévo, il est possible d'avoir une meilleure compréhension des gènes chez différentes espèces et des mutations qui les affectent et d'observer l'impact de leur développement et de l'évolution en général. En observant notamment comment se développe l'Humain, de l'embryon à l'adulte, il est par exemple plus facile de comprendre comment les mutations et donc des maladies congénitales se développent et affectent notre santé.

## Histoire
Cette discipline est née dans les dernières décennies du XXe siècle mais elle s'inscrit dans la continuité de l'embryologie comparative fondée au XIXe siècle.

### Les théories développées auXIXesiècle
- Le principe de divergence selon Karl Ernst Von Baer (1792-1876) : Les caractéristiques générales communes à plusieurs taxons apparaissent prématurément chez l’embryon par rapport aux caractéristiques spécifiques de chaque taxon[3]. Les patrons de développement montrent des similitudes initialement et divergent plus tard, durant le développement, pour donner des embryons très différents.

- L'embryon comme source d'homologies par Milne-Edwards (1800-1885) : Milne-Edwards orienta les morphologistes vers l’embryon en tant que source abondante d'homologies[4]. Si une homologie permet de retrouver les caractéristiques générales ou essentielles d’un organe ou d’un tissu alors en observant un embryon, on peut retrouver le caractère donné dans sa forme la plus générale, la moins différenciée. L’idée selon laquelle les caractères développementaux sont d’importants indicateurs des relations phylogénétiques prédomine encore de nos jours.

- Théorie de la récapitulation par Ernst Heinrich Haeckel (1834-1919) : Théorie selon laquelle l'ontogenèse récapitule la phylogenèse. Elle n’est pas vraie au sens strict. Le développement embryonnaire d’un organisme ne présente pas de stade équivalent aux différentes formes adultes de ses ancêtres. Mais un vertébré présente, lors de son développement embryonnaire, des stades ressemblant aux stades embryonnaires de ses ancêtres[5]. En effet, durant le développement d’un poulet, l’embryon ne passe pas à travers les stades cellule unique, ancêtre multicellulaire invertébré, poisson, lézard ancestral, oiseau ancestral puis finalement poussin ; mais il ressemble à l’embryon de poisson et reptile à certains points de son développement.

- La théorie de l'évolution par Charles Darwin (1809-1882) : Les espèces dérivent toutes d' ancêtres communs et c'est pourquoi toutes les espèces d'un même genre se ressemblent[6]. Ainsi un caractère est homologue dans deux taxons ou plus si on retrouve cette caractéristique chez l’ancêtre commun le plus proche de ces taxons. Depuis Darwin, l'homologue est l’expression de la continuité généalogique de l’information.
- La première théorie de l'évolution, ou Transformisme, de Jean-Baptiste de Lamarck (1744 - 1829), avec le principe de la transmission des caractères acquis depuis un ancêtre commun[7].

### Les apports duXXesiècle

#### De 1900 à 1980

Figure 1: Transformation de la structure de différentes espèces de crocodiles par D'Arcy Thompson

- La Théorie des transformations par D'Arcy Wentworth Thompson (1860-1948) :

Des transformations peuvent être appliquées à la forme d’une espèce (Figure 1 : des crocodiles) pour donner la forme d’autres espèces à l’intérieur d’un même groupe. Les individus pris ici sont sous forme adulte. Les changements que l’on observe, sont dus à des changements tardifs dans l’ontogénie, lorsque la croissance allométrique est prépondérante. Thompson mit en avant le fait que les changements dans le développement au cours de l’évolution ne sont pas effectués par morceaux, dans le sens où chaque caractéristique de l’animal aurait évolué séparément, mais plutôt qu'ils sont coordonnés au sein de l’organisme.
- Gavin de Beer et l’hétérochronie (1899-1972) :

Il étudie l’embryologie expérimentale, comparative, descriptive et enfin évolutionnaire. Notion centrale dans son œuvre Embryologie et Évolution (1930), l’hétérochronie tient d’après lui, un rôle prédominant dans l’évolution morphologique. Définie comme un changement dans le timing des évènements développementaux, la notion est attribuée à Ernst Haeckel.

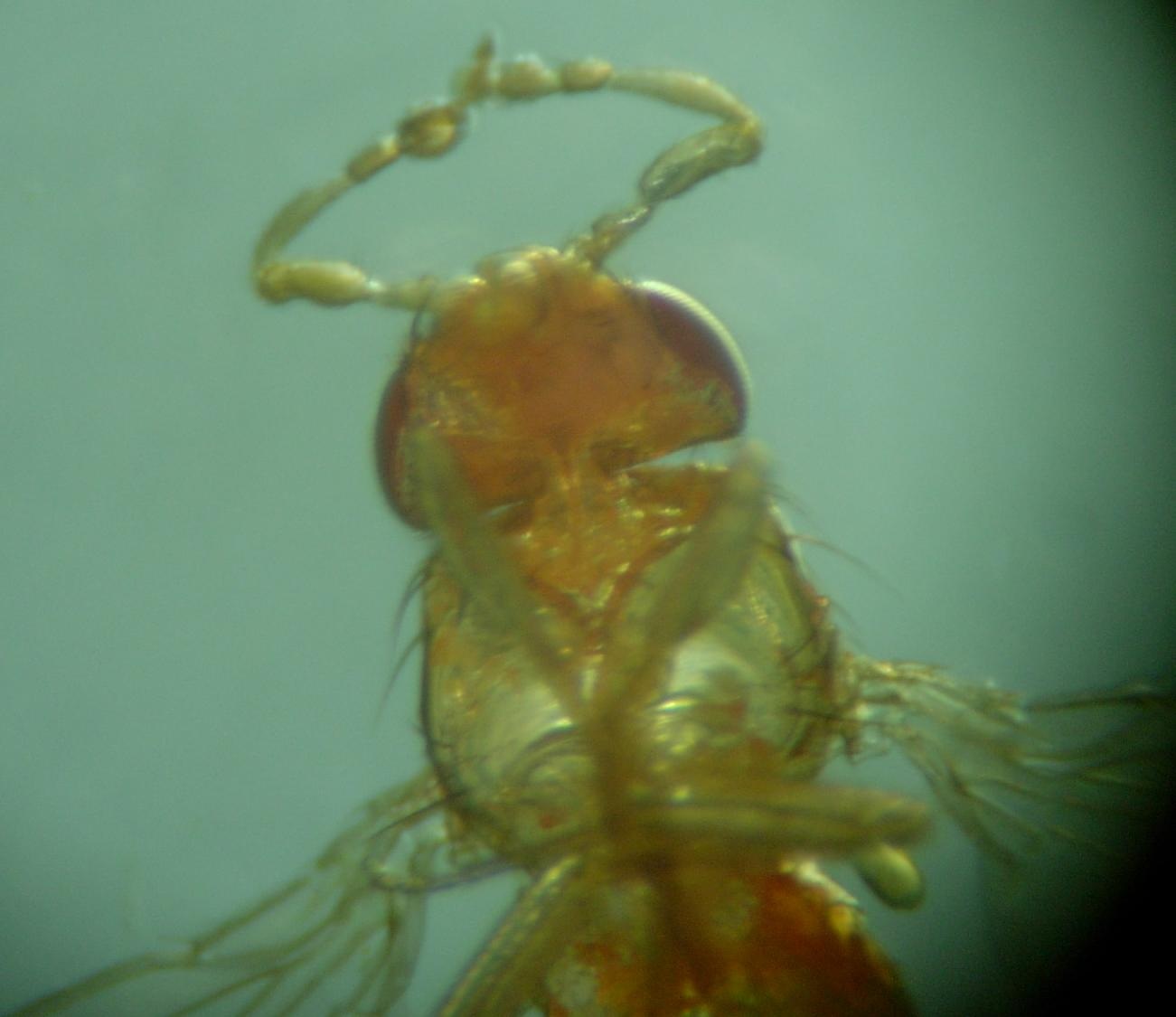
Figure 2: Mutant homéotique chez Drosophila melanogaster

- Richard Goldschmidt et la modèle saltatoire (1878-1958) :

Selon Goldschmidt, l'évolution des espèces pourrait se produire par « saut », du passage d'une forme à une autre très différente et ce grâce à de petites mutations des gènes. Son travail sur les mutants homéotiques chez les Drosophila melanogaster influença certainement sa théorie. Chez les mutants homéotiques, une structure correcte apparaît à la mauvaise place: sur la figue 2, on peut observer le cas de la mutation antennapedia : présence d'une paire de patte à la place des antennes. Les études de Goldschmidt portaient surtout sur les mutant bithorax : le troisième segment thoracique devient une répétition du second, et les haltères sont remplacés par des ailes. Cependant, les mutants homéotiques connus de Drosophila melanogaster ne sont pas viables en comparaison du phénotype sauvage et le modèle de Goldschmidt n'est pas accepté aujourd'hui.

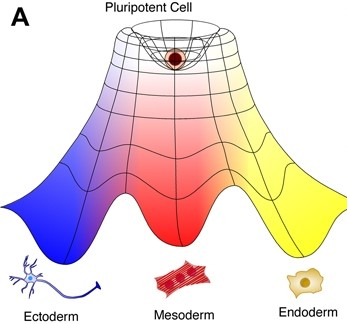
Figure 3: Principe du paysage épigénétique

- Conrad Hal Waddington et le paysage épigénétique (1905-1975) :

Il illustra son principe de canalisation par le schéma d’un paysage épigénétique : dans la figure 3, les différents parcours de développement possibles d’une cellule (balle) sont représentés sous la forme d’un paysage dont les reliefs sont commandés par des gènes et leurs systèmes épigénétiques. C’est le même principe qui est soutenu par Waddington quant au développement d’un organisme d’une espèce données : (au départ) un embryon va évoluer en étant soumis à l’influence de l’environnement et des gènes jusqu’à un stade adulte (l’arrivée). Le degré de stabilité de la trajectoire est donné par la profondeur de la gouttière, par le degré de canalisation. La canalisation est une appréciation de la capacité de produire un phénotype constant en étant soumis à des effets environnementaux et/ou génétique et met en évidence la résistance des systèmes développementaux. Lorsque la perturbation est trop importante, une autre vallée est empruntée, on observe un changement de patron (repatterning). Waddington est aussi à l’origine de la découverte du processus d’assimilation génétique : un stimulus environnemental qui induit un phénotype particulier peut être remplacé par un facteur génétique.

#### L'avènement: les années 1980
- L'étude des mutations de gènes affectant le processus de développement chez Drosophila melanogaster au début des années 1980, fit passer la biologie évolutive du développement du stade expérimental et descriptif à un stade plus avancé traitant de génétique.
- La découverte de l'homéoboîte en 1984 par Walter Gehring est considérée aujourd'hui comme l'une des découvertes majeures en biologie du développement et de l'évolution. L'homéoboîte est une séquence de 180 paires de bases d'ADN, commune à certains gènes homéotiques (responsable du plan d'organisation) chez les animaux. Après transcription et traduction, elle donne une séquence de 60 acides aminés appelée homéodomaine, très conservée au cours de l'évolution (le reste de la protéine l'est généralement moins). Ce domaine donne des propriétés de liaison à la protéine auquel il appartient, lui permettant de remplir son rôle de régulation d'activité des gènes, de les activer ou de les désactiver. Ces protéines vont donc contrôler le développement de l’œuf à l'adulte. Le caractère ubiquiste de l'homéoboîte à travers le règne animal en fait une base commune du développement. Les gène HOX, responsables de la détermination de l'axe antero-postérieur du corps des animaux bilatériens contiennent cet homéoboîte. Une particularité de ces gènes est que leurs positions linéaires dans le complexe de gène d'un chromosome est identique à l'ordre antéro-postérieur de leur zone d'expression sur le corps de l'animal (phénomène de colinéarité).
- Chez les végétaux, c'est la famille des gènes MADS-box qui fait figure de base commune de développement, notamment pour la formation des différentes structures florales[12].